# Santuario di Nostra Signora dei Piani
Il santuario di Nostra Signora dei Piani è un santuario situato nella frazione di Piani nel comune ligure di Imperia in provincia di Imperia. 
La principale festività si celebra il 15 agosto nella ricorrenza religiosa dell'Assunzione di Maria.

## Storia e descrizione
Dedicato all'Assunta, secondo alcune fonti il culto religioso fu introdotto dai monaci Benedettini in epoca antecedente il XIV secolo. 

Già Pieve battesimale per le comunità locali delle valli di Porto Maurizio, dal XIV secolo fu sede del santuario dei Cavalieri di San Giovanni d'Acri. 
La struttura fu ampliata nel XVI secolo e radicalmente trasformata in stile barocco, con la creazione di un'unica navata, nel corso del XVIII secolo dal maestro Giovanni Battista Marvaldi e suo figlio Giacomo Filippo Marvaldi.

Della precedente architettura restano tuttora visibili le tre absidi ed un breve tratto di muri con archetti pensili nella zona attigua il campanile. 
All'interno sono gli affreschi dell'abside centrale, originali e raffiguranti scene di vita della Vergine Maria e gli apostoli, opera del pittore Tomaso Biazaci che li realizzò nel 1488.
All'interno è conservata la statua lignea della Madonna, di provenienza iberica, collocata nel terzo altare a destra tra le raffigurazioni dei Misteri del Rosario e una tela di Batta Casanova del 1609.
Un tradizionale racconto di Porto Maurizio asserisce che proprio in questa chiesa san Leonardo da Porto Maurizio, devoto a Nostra Signora dei Piani, tenne la sua prima missione.